# Echipa națională de fotbal a Bhutanului
Echipa națională de fotbal a Bhutanului este naționala de fotbal a Bhutanului și este controlată de Federația de Fotbal din Bhutan.

## Campionatul Mondial
- 1930 până la 2006 - Nu a participat
- 2010 - S-a retras
- 2014 - nu sa calificat
- 2018 - nu sa calificat

### Cupa Asiei
- 1956 până la 1996 - Nu a participat
- 2000 - Nu s-a calificat
- 2004 - Nu s-a calificat
- 2007 - Nu a participat
- 2011 - Nu s-a calificat
- 2015 - Nu s-a calificat
- 2019 - Nu s-a calificat

### South Asian Football Federation Cup
- 1993 până la 1999 - Nu a participat
- 2003 până la 2005 - Eliminată în faza grupelor
- 2008 - Semifinalistă
- 2009 - Eliminată în faza grupelor

### AFC Challenge Cup
- 2006 - Runda 1
- 2008 - Nu s-a calificat, a3-a în grupa de calificare
- 2010 - Did not qualify,  a4-a în grupa de calificare
- 2014 - Nu s-a calificat

## Antrenori
- Aric Schanz (2002)
- Kharga Basnet (2006)
- Koji Gyotoku (2008–prezent)